# AN/SPS-49

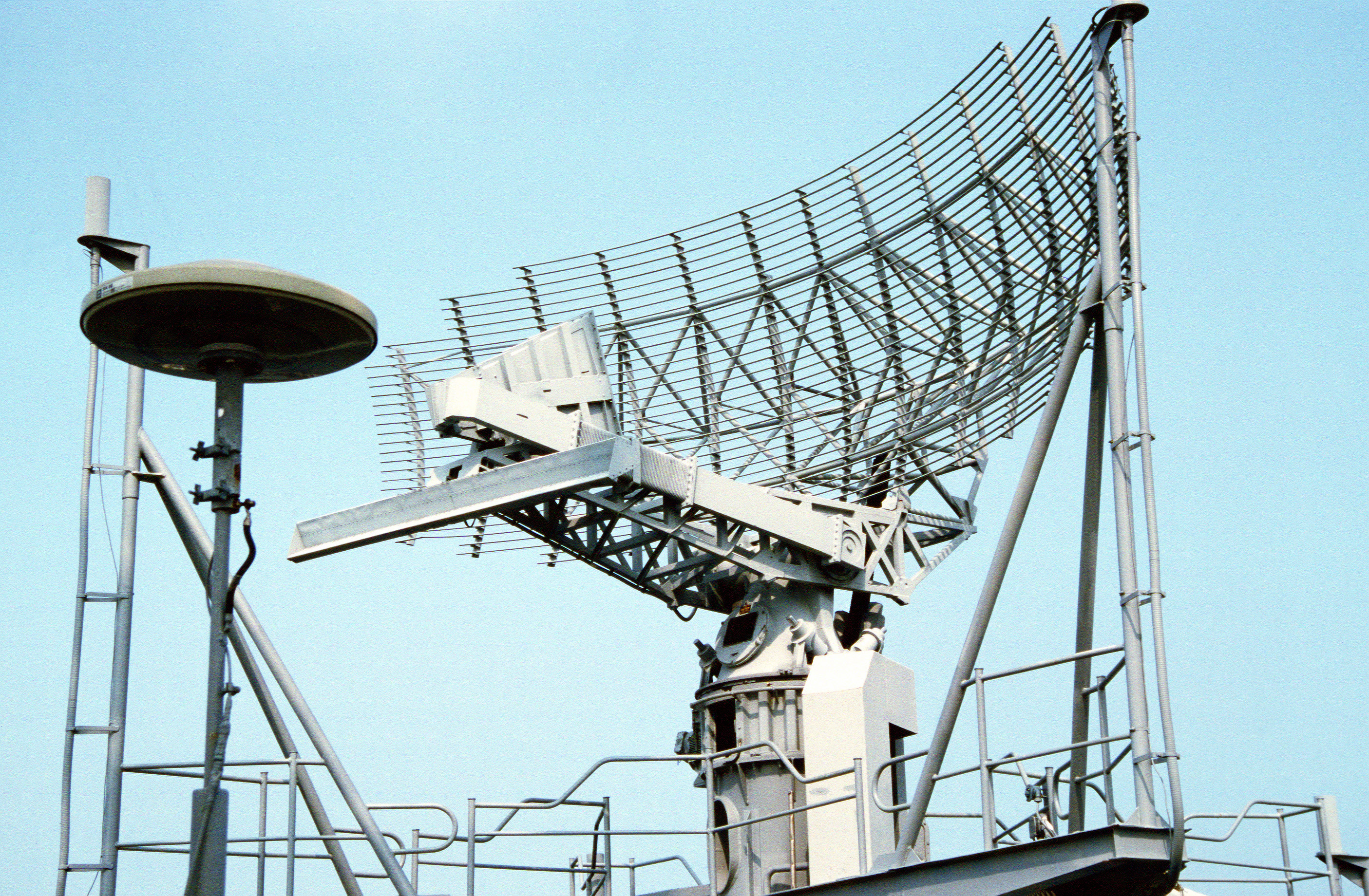
AN/SPS-49(V)5

Das AN/SPS-49 (JETDS-Bezeichnung)  ist ein zweidimensionales Luftraumsuchradar mit großer Reichweite. Es stammt vom US-amerikanischen Konzern Raytheon und ist auf Schiffen das am weitesten verbreitete Radar seiner Art.

## Entwicklung
Der erste Prototyp des SPS-49 wurde 1965 an Bord des Zerstörers USS Gyatt installiert. Trotz erfolgreicher Tests wurde das Radar nicht in die Serienproduktion übernommen, da zur gleichen Zeit eine verbesserte Version des AN/SPS-40 ähnliche Leistungsparameter aufwies, jedoch erheblich preiswerter war. So setzte die Weiterentwicklung des SPS-49 erst ab 1970 wieder ein. Die erste Serienanlage wurde dann 1976 an Bord der USS Dale installiert, wobei es sich jedoch um eine Modifikation des ursprünglichen Systems handelte. Im Laufe der Zeit wurde das Radar mehr als 200-mal produziert und auf verschiedensten Schiffen eingesetzt; es löste die Radargeräte vom Typ AN/SPS-37, AN/SPS-43 und auch AN/SPS-40 ab. Das SPS-49 wird auch häufig an Stränden fest installiert, um den seewärts gerichteten Luftraum zu überwachen.

## Beschreibung
Das SPS-49 ist eine relative große und sperrige Konstruktion. Durch seine Vielzahl an mechanischen Bauteilen war es anfangs sehr störanfällig (ein Ausfall alle 60 Stunden). Allerdings wurde dieses Problem mit der vorschreitenden Weiterentwicklung zum großen Teil gelöst, so dass die heutigen Varianten erheblich störungsfreier funktionieren (ein Ausfall alle 300 Stunden). Als das System offiziell wurde, verfügte es über für damalige Verhältnisse sehr gute Leistungsparameter, besonders in den Bereichen Reichweite, ECCM und Clutter-Unterdrückung. Auch überschallschnelle und tieffliegende Ziele mit einem geringen Radarquerschnitt (z. B. Seezielflugkörper) konnten auf beachtliche Distanzen erfasst werden. Mehrere separate Antennen zur IFF-Abfrage und Nebenkeulenunterdrückung sind ebenfalls vorhanden. Das System wurde von Anfang an modular konzipiert und mit einer digitalen Signalverarbeitung ausgestattet, die auch über umfangreiche Selbstdiagnosekapazitäten verfügt.

## Varianten

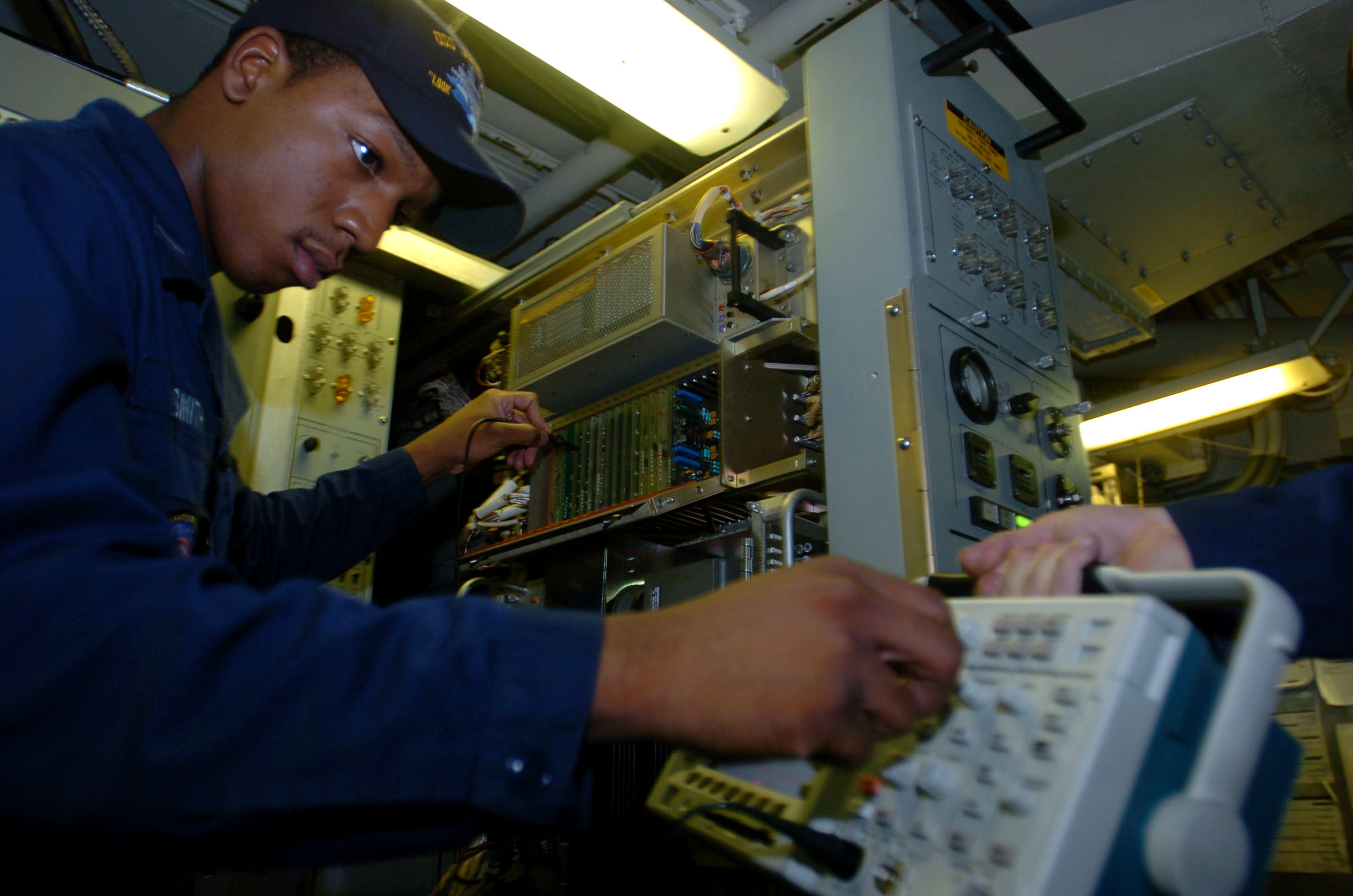
Ein Techniker der US Navy führt einen Selbsttest des SPS-49-Systems durch

- AN/SPS-49(V)1: Basisversion mit MTI und Nebenkeulen-Unterdrückung.
- AN/SPS-49(V)2: Ohne Nebenkeulen-Unterdrückung für den MTI-Modus
- AN/SPS-49(V)3: Ein (V)1-System mit einem „Radar Video Processor“ (RVP)
- AN/SPS-49(V)4: Modifiziertes (V)2-System, ebenfalls mit neuem RVP
- AN/SPS-49(V)5: Variante mit verbesserten ECCM-Kapazitäten, automatischer Zielerfassung und digitalem Interface. Wurde im Rahmen des „New Threat Upgrade“-Programms in den frühen 1980er Jahren entwickelt.
- AN/SPS-49(V)6: Ein (V)3-System mit verbesserter Kabelabschirmung und neuem Kühlsystem
- AN/SPS-49(V)7: (V)5-Variante mit dem (V)6 Kühlsystem
- AN/SPS-49(V)8: Ein modifiziertes (V)5-System, welches nun mit dem Aegis-Kampfsystem verbunden werden konnte
- AN/SPS-49(V)9 MPU: Bei dieser Variante handelt es sich um ein umfangreiches Upgrade, welches die Leistungsfähigkeit des Radars signifikant erhöhte. Zu den Verbesserungen zählen größere ECCM-Kapazitäten, bessere Ortung von Zielen mit geringem Radarquerschnitt, verbesserte Clutter-Unterdrückung sowie verringerte Reaktionszeiten.
- AN/SPS-49A(V)1: Entwickelt in den 1990er Jahren. Umfasst eine nochmals leistungsgesteigerte Clutter-Unterdrückung sowie diverse Verbesserungen an der Elektronik. Alle SPS-49 Radare der US Navy werden auf diesen Standard gebracht.

## Plattformen
- Fregatten: Oliver-Hazard-Perry-Klasse, ANZAC-Klasse, Halifax-Klasse
- Kreuzer: Ticonderoga-Klasse, Leahy-Klasse, Belknap-Klasse, Long Beach
- Zerstörer: Farragut-Klasse
- Schlachtschiffe: Iowa-Klasse
- Flugzeugträger: Nimitz-Klasse,  Wasp-Klasse, Enterprise, Forrestal-Klasse, Midway-Klasse
- Schiffe für amphibische Kriegsführung: Tarawa-Klasse, Whidbey-Island-Klasse, Harpers-Ferry-Klasse

## Technische Daten
- Gewicht (über / unter Deck)
  - SPS-49(V)1: 1.456 kg / 6.255 kg
  - SPS-49(V)5: 1.425 kg / 6.325 kg
- Antennenmaße (B × H): 7,3 m × 4,3 m
- Frequenzbereich: 850 – 942 MHz (48 einstellbare Frequenzen)
- Impulsleistung: 360 kW
- Durchschnittsleistung: 13 kW
- Öffnungswinkel:
  - 3,4° Horizontal
  - 11° Vertikal
- Impulsfolgefrequenz: 280, 800 oder 1000 Hz
- Sendezeit: 2 oder 125 µs
- Entfernungsauflösung: 0,05 km
- Winkelauflösung: 0,5°
- Antennenumlaufzeit: 5 oder 10 s
- Antennengewinn: 29 dB
- Reichweite (RCS = 1 m²): 400 km
- Minimale Reichweite: 0,93 km
- Maximale Erfassungshöhe: 4,56 km